# Vriesea pectinata
Vriesea pectinata är en gräsväxtart som beskrevs av Lyman Bradford Smith. Vriesea pectinata ingår i släktet Vriesea och familjen Bromeliaceae. Inga underarter finns listade i Catalogue of Life.